# Tubular Bells
A Tubular Bells (magyarul: Csőharangok) Mike Oldfield 1973. május 25-én megjelent, első nagylemeze, amely 2003-ban és 2009-ben újrakeverve ismét megjelent. Szerepel az 1001 lemez, amit hallanod kell, mielőtt meghalsz című könyvben.

## Története
Oldfield 1970-71-ben Kevin Ayers zenekarában játszott. Ebben az időszakban kezdte el komponálni a Tubular Bells korai változatát. Kevin Ayers zenekarától kölcsönzött magnóval kísérletezett műve részleteinek felvételével. Oldfield 1972 őszén kapott egy hét stúdióidőt az akkor alakuló Virgin Records stúdiójában, ahol felvette új kompozíciójának első részét. Egymaga több, mint 20 hangszeren játszott. Richard Branson, a kiadó tulajdonosa próbált társkiadókat szerezni, ám senkit sem érdekelt az anyag. A mű második részét is felvették 1973 tavaszán, végül az albumot 1973. május 25-én, a Virgin Records első kiadványaként adták ki.
A lemez azonnal hatalmas sikert aratott, a kritikusok egyöntetűen dicsérték.
Júniusban a londoni Queen Elizabeth Hall-ban Oldfield mellett több ismert zenész közreműködésével elő előadást tartottak. Júliusban az album felkerült az angol slágerlistára. Európa szerte is jól fogyott, a következő év elejére a slágerlisták első helyére került, annak ellenére, hogy a munka nem populáris darab. Amerikában azután kezdett a lemez jobban fogyni, hogy a The Exorcist című horrorfilm zenéjeként is felhasználták.

## Leírása
A könnyűzenei világban akkoriban kizárólagos, néhány perces szerzemények helyett itt az 50 perces mű mindössze két részből áll. Megszületett a könnyűzenei koncept egyik leghíresebb darabja. Ötvöződnek benne a rock, a klasszikus zene és a világzene elemei.
A lemezt Oldfield 30 évvel később újra felvette, mert elégedetlen volt az eredeti felvétel technikai színvonalával. Az új felvételen a korábbi két részre való bontásnál tagoltabb a felosztás, az eredeti munka részletei utólag elnevezést kaptak. A felépítés leírásakor ezt a felosztást fogjuk használni.
Az első rész lassan bontakozik ki, egy témát állandóan ismétlő motívummal indul (Introduction). Ez a motívum a lemezen később sok formában előbukkanva teszi egységessé a kompozíciót. Az első részen különböző hangulatú, lassabb és gyorsabb részek váltják egymást, végül a mű a leghosszabb témájába, a finaléba torkollik. A Finale az Introduction-höz hasonlóan egy motívum folyamatos ismétlésére épül. Újabb és újabb hangszerek játsszák a dallamot, és hangszerváltás előtt egy narrátor bemondja a hangszer nevét. A zene fokozatosan erősödve egy kataklizmába fut. Ennek csúcspontjaként zendülnek fel a csőharangok, melyek az album címét adják. (Szerkezetében sokan hasonlítják Ravel Bolerójához.)
A második rész kevésbé egységes, bár az első rész motívumai néha itt is felbukkannak. Csendesen indul, majd egy skótduda-kórust alkalmazó szekció után a humoros Caveman következik. A lemez befejezése egy vidám hangulatú népdalfeldolgozás, a Sailor's Hornpipe.

## Az album dalai

### Az 1973-as eredeti felvétel
| 1. | Tubular Bells, Pt. 1 | Mike Oldfield | 25:36 |

| 2. | Tubular Bells, Pt. 2 | Oldfield | 23:20 |

### A 2003-as újrakevert felvétel
| 1.  | Introduction | Oldfield | 5:52 |
| 2.  | Fast Guitars | Oldfield | 1:04 |
| 3.  | Basses       | Oldfield | 0:46 |
| 4.  | Latin        | Oldfield | 2:18 |
| 5.  | A Minor True | Oldfield | 1:21 |
| 6.  | Blues        | Oldfield | 2:40 |
| 7.  | Thrash       | Oldfield | 0:44 |
| 8.  | Jazz         | Oldfield | 0:48 |
| 9.  | Ghost Bells  | Oldfield | 0:30 |
| 10. | Russian      | Oldfield | 0:44 |
| 11. | Finale       | Oldfield | 8:32 |

| 12. | Harmonics                             | Oldfield | 5:12 |
| 13. | Peace                                 | Oldfield | 3:30 |
| 14. | Bagpipe Guitars                       | Oldfield | 3:08 |
| 15. | Caveman                               | Oldfield | 4:33 |
| 16. | Ambient Guitars                       | Oldfield | 5:10 |
| 17. | The Sailor's Hornpipe (tradicionális) | Oldfield | 1:46 |

### A 2009-es újrakevert felvétel
|    | Cím                                    | Szerző(k)                  | Hossz |
| -- | -------------------------------------- | -------------------------- | ----- |
| 1. | Tubular Bells, Pt. 1 (2009 stereo mix) | Oldfield                   | 25:58 |
| 2. | Tubular Bells, Pt. 2 (2009 stereo mix) | Oldfield                   | 23:20 |
| 3. | Mike Oldfield's Single                 | Oldfield                   | 3:53  |
| 4. | Sailor's Hornpipe (tradicionális)      | Oldfield, Vivian Stanshall | 2:48  |

## Közreműködtek

### Part 1
- Mike Oldfield – zongora, xilofon, farfisa orgona, basszusgitár, elektromos gitár, speed gitár (félsebességgel felvett elektromos gitár), változtatott sebességgel felvett orgona hang, mandolin-szerű gitár, fuzz gitár (torzított gitár), ütőhangszerek, akusztikus gitár, okarina, honky tonk, lowrey orgona, csőharangok.
- Vivian Stanshall – ceremóniamester
- Jon Field – fuvola
- Lindsay L. Cooper – bőgő
- Nasal Choir – zümmögő kórus (orrhang)
- Mundy Ellis – vokál
- Sally Oldfield – vokál

### Part 2
- Mike Oldfield – elektromos gitár, farfisa orgona, basszusgitár, akusztikus gitár, zongora, speed gitár (félsebességgel felvett elektromos gitár), lowrey orgona, üstdob, dudahangzású gitár (torzított elektromos gitár), piltdown man (részeg ordítás), hammond orgona, spanyolgitár, haldokló kórus.
- Mundy Ellis – vokál
- Sally Oldfield – vokál
- Steve Broughton – dobok
- The Manor Choir (= Simon Heyworth, Tom Newman, Mike Oldfield) – kórus

### Produkció
- Felvétel (1972. ősz/1973 tavasz) – The Manor
- Producer – Mike Oldfield, Simon Heyworth, Tom Newman
- Fotó – Trevor Key

## Érdekességek
- A munka korai változatát megtalálhatjuk a Tubular Bells 2003 album DVD-Audio változatának extrái között.
- A Boxed remix változatban a Sailor's Hornpipe sokkal hosszabb, úgynevezett „részeg” változatban hallható. Ez volt az eredetileg felvett anyag, de nem merték ebben a formában a lemezre tenni. Különlegessége, hogy a részlet elején, Vivian Stanshall akadozva hosszú szöveget mond, melyben leírja a stúdiót.
- A Tubular Bells-nek több korábbi munkacíme is volt. „Breakfast in Bed” (magyarul: „Reggeli az ágyban”), vagy „Opus One” (magyarul: „Első ópusz”).
- A lemez borítóján egy vicces figyelmeztető szöveg szerepel. Akkoriban általában az alábbi szöveg jelent meg a kiadványokon: „Ez a sztereó felvétel lejátszható monó lejátszókon sztereó és monó hangszedővel is, feltéve, ha a sztereó hangszedő helyesen van bekötve. A jelenleg kapható berendezések általában ilyenek. Ha bizonytalan benne, forduljon a forgalmazóhoz.” A Tubular Bells szövege a következő: „Ez a sztereó felvétel nem játszható le öreg bádogdobozokon, bárhogyan vannak is bekötve. Ha Ön ilyen berendezést birtokol, kérjük, adja le a legközelebbi rendőrőrsön.”

## Fordítás
Ez a szócikk részben vagy egészben  a   Tubular Bells című angol Wikipédia-szócikk fordításán alapul.  Az eredeti cikk szerkesztőit annak laptörténete sorolja fel. Ez a jelzés csupán a megfogalmazás eredetét és a szerzői jogokat jelzi, nem szolgál a cikkben szereplő információk forrásmegjelöléseként.